# Віктор Станевич
Віктор Емерік Ян Станевич (пол. Wiktor Staniewicz, 21 вересня 1866, Самара, Російська імперія — 23 грудня 1932, Вільно) — польський і російський вчений, професор математики, педагог. Член Санкт-Петербурзького математичного товариства.

## Біографія

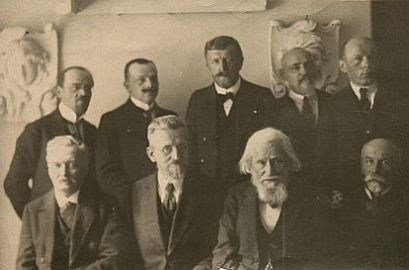
Група професорів Університету Стефана Баторія (Вільно). 1922 р. Третій в першому ряду праворуч — проф. В. Станевич

Народився в 1866 році в Самарі. У 1883 році закінчив німецьку філологічну гімназію в Санкт-Петербурзі, потім вступив до Петербурзького університету, який закінчив в 1887 році зі ступенем кандидата математичних наук. Зі студентських років брав участь у діяльності нелегальних польських організацій. Деякий час перебував у в'язниці за підозрою в антидержавній діяльності.
В рамках підготовки до професорського звання з 1888 по 1892 рр. працював доцентом на кафедрі математики Імператорського Санкт-Петербурзького університету. Водночас, у 1888 році працював викладачем у Петербурзькій школі Карла Мая, а пізніше, впродовж 10 років викладав математику в жіночій католицькій гімназії при костелі св. Катерини в Петербурзі.
З 1894 до 1902 рік — вчитель математики в жіночій гімназії Стоянова. Також В. Станевич викладав математику в Костянтинівському артилерійському училищі, Бестужівських курсах, Корпусі інженерів шляхів сполучень (нині Петербурзький державний університет шляхів сполучення) та Електротехнічному інституті імператора Олександра III (нині Санкт-Петербурзький державний електротехнічний університет).
З 1902 році працював у Петербурзькому університеті (був професором на кафедрі математики, а також займався студентськими справами та умовами їх проживання).
У 1907 після обшуку в студентських гуртожитках, що виявив підпільну протиурядову діяльність студентських організацій, професор Станевич був заарештований і засуджений разом із колишнім ректором технічного університету, князем Гагаріним до трьох років позбавлення права служити на державній службі та в органах місцевого самоврядування.
У травні 1912 році професор Станевич знову повернувся до Університету. У 1915—1917 роках обіймав посаду декана факультету інженерного проектування та будівництва. У 1917—1918 роках був заступником ректора Технічного університету.
У 1919 році покинув Росію і переїхав до Вільнюса. Наприкінці 1919 року був призначений професором математики Університету Стефана Баторія. З квітня 1920 по вересень 1921 року працював деканом математико-природничого факультету. Як один із найвидатніших професорів університету, 15 вересня 1921 року був обраний ректором Університету Стефана Баторія і займав цю посаду до 15 вересня 1922.
У 1921—1923 роках — голова Польського математичного товариства.
Помер в 1932 році й похований на кладовищі Расу у Вільнюсі.